# Катуков, Михаил Ефимович
Михаи́л Ефи́мович Катуко́в (4 [17] сентября 1900 или 5 [18] сентября 1900, Большое Уварово, Московская губерния, Российская империя — 8 июня 1976, Москва, СССР) — советский военный деятель, маршал бронетанковых войск (5 октября 1959 года), дважды Герой Советского Союза (23 сентября 1944 года; 6 апреля 1945 года).
Михаилу Катукову принадлежит честь первого крупного успеха советских автобронетанковых войск — в боях с 4 по 11 октября 1941 года под Мценском его бригада во взаимодействии с другими частями сумела приостановить наступление 3-й и 4-й танковых дивизий вермахта, входивших во 2-ю танковую армию Гудериана — пионера моторизованных способов ведения войны, родоначальника танкостроения в Германии. Гудериан отметил: «Это был первый случай, когда огромное преимущество Т-34 перед нашими танками стало очевидным… От быстрого наступления на Тулу, которое мы планировали, пришлось отказаться».
Принимал участие в Октябрьской революции в Петрограде, Гражданской войне, Великой Отечественной войне.

## Биография
Михаил Ефимович Катуков родился 4 (17) сентября 1900 года (в метрической книге указана дата рождения 5 (18) сентября 1900 года ) в сельце Большое Уварово Коломенского уезда Московской губернии в многодетной семье крестьянина (у отца было семь детей от двух браков).
В 1911 году окончил с похвальной грамотой начальную сельскую школу, во время учёбы в которой был первым учеником класса и школы. Работал на молочной ферме местного помещика. В 1912 году Михаил Катуков был отправлен к родственникам в Санкт-Петербург, где работал «мальчиком»-посыльным в фирме молочных продуктов купца Сумакова, в 1916 году стал приказчиком.

### Гражданская война
Михаил Катуков в 1917 году принял участие в Октябрьской Революции в Петрограде, после чего вернулся в родное село в связи со смертью матери, где и был призван в марте 1919 года Коломенским военкоматом в ряды РККА и был направлен в качестве красноармейца в 484-й стрелковый полк 54-й стрелковой дивизии, в составе которого в 1919 году принимал участие в подавлении Донского казачьего восстания. Вскоре заболел тифом и после лечения в госпитале в ноябре 1919 года был вторично зачислен в действующую армию, стал красноармейцем 9-го стрелкового полка. С июня 1920 года — конный разведчик 507-го стрелкового полка 57-й стрелковой дивизии, в его рядах воевал на Западном фронте в советско-польской войне.

### Межвоенный период
В декабре 1920 года Катуков был направлен на Могилёвские пехотные курсы, которые окончил в марте 1922 года. В период учёбы в составе сводных курсантских отрядов многократно участвовал в боевых действиях против бандитских и повстанческих отрядов в Могилёвской губернии, в том числе Булак-Балаховича и Савинкова. С марта 1922 года служил в 27-й стрелковой дивизии Западного фронта (с 1924 — Западного военного округа, в составе которой командовал взводом 235-го стрелкового полка, с июня 1922 — взводом 81-го стрелкового полка, с августа 1923 — помощник командира роты, с декабря 1923 года командовал ротой, с августа 1924 года служил помощником начальника и с сентября 1925 — начальник полковой школы, с июля 1926 — помощник командира батальона этого же полка. В этих частях служил в Орше, Вязьме, Смоленске. В 1927 году окончил стрелково-тактические курсы усовершенствования комсостава РККА «Выстрел», после чего продолжил службу в тех же полку и дивизии. С августа 1927 года вновь командовал ротой, с октября 1927 был начальником полковой школы. В декабре 1931 года был назначен на должность начальника штаба 80-го стрелкового полка той же дивизии в Витебске и в Борисове.
В 1932 году вступил в ряды ВКП(б).
В мае 1932 года был переведён в механизированные войска и был назначен на должность начальника штаба дислоцировавшейся в городе Борисов 5-й отдельной механизированной бригады в Белорусском военном округе, а с декабря того же года — на должность начальника разведки этой же бригады. В сентябре 1933 года был переведён на должность командира учебного батальона этой же бригады, а с мая по октябрь 1934 года был начальником артиллерии бригады.
С октября 1934 года служил начальником 1-го (оперативного) отдела штаба 134-й механизированной бригады (45-й механизированный корпус, Киевский военный округ). В том же 1934 году опять направлен на учёбу. После окончания курсов вернулся в бригаду, которая дислоцировалась в Киеве и в Бердичеве (бригадой командовал С. И. Богданов).
В 1935 году окончил Академические курсы технического усовершенствования командного состава при Военной академии механизации и моторизации РККА имени И. В. Сталина и с сентября 1937 года служил начальником штаба 135-й стрелково-пулемётной бригады 45-го механизированного корпуса, а с апреля 1938 года исполнял должность начальника штаба 45-го механизированного корпуса.
В октябре 1938 года назначен на должность командира 5-й легкотанковой бригады (25-й танковый корпус), в июле 1940 года — на должность командира 38-й легкотанковой бригады, а в ноябре того же года — на должность командира дислоцировавшейся в городе Шепетовка 20-й танковой дивизии (9-й механизированный корпус, Киевский военный округ). В сентябре 1939 года участвовал в походе РККА в Западную Белоруссию.

### Великая Отечественная война
В начале лета 1941 г. М. Е. Катуков находился на лечении в госпитале в г. Киеве и покинул его сразу же после начала войны. 20-я танковая дивизия (первые несколько дней ею командовал заместитель Катукова подполковник Черняев, позже раненый в бою под Клеванью и умерший от гангрены) принимала участие в сражении под Луцком-Дубно-Бродами. 27 июня силы дивизии (совместно с 35-й танковой дивизией) предприняли контрудар с севера с целью отбить занятый немцами (13-я танковая дивизиям Вермахта) Млынов: по воспоминаниям Катукова, все 33 легких танка БТ, имевшихся в составе дивизии были уничтожены противником в первом же боестолкновении. В ночь с 27 на 28 июня по приказу Рокоссовского обе дивизии были отведены назад. В дальнейшем части под руководством Катукова действовали маневренной обороной и короткими контрударами, прикрывая общий отход частей 5-й армии в направлении полосы укреплений на старой границе (т.н. Линия Сталина), а после ее прорыва немцами южнее - отходили в общем направлении к Коростеньскому УРу и Киеву. В августе 1941 года Михаил Ефимович вывел из окружения остатки дивизии и был назначен на должность командира 4-й танковой бригады, сражавшейся под Мценском и на Волоколамском направлении. Бригада под командованием полковника Катукова нанесла серьёзное поражение одному из лучших танкистов противника генералу Хайнцу Гудериану в октябре 1941 года. Вскоре бригада отличилась в оборонительном этапе битвы за Москву.
11 ноября 1941 года был подписан приказ N 337 Наркома обороны СССР, в котором, в частности, говорилось:

«4-я танковая бригада отважными и умелыми боевыми действиями с 04.10.1941. по 11.10.1941., несмотря на значительное численное превосходство противника, нанесла ему тяжёлые потери и выполнила поставленные перед бригадой задачи прикрытия сосредоточения наших войск… В результате ожесточённых боёв бригады с 3-й и 4-й танковыми дивизиями и мотодивизией противника фашисты потеряли 133 танка, 49 орудий, 8 самолётов, 15 тягачей с боеприпасами, до полка пехоты, 6 миномётов и другие средства вооружения. Потери 4-й танковой бригады исчисляются единицами».

Хотя позднее изучение трофейных немецких документов показало, что количество немецких потерь в танках было в этом приказе существенно завышено, а потери в танках 4-й бригады по итогам семидневных боёв в целом сопоставимы с немецкими, но факт приостановки немецкого наступления меньшими силами на направлении главного удара имел огромное значение. По признанию самого Гудериана, спешно вылетевшего под Мценск и своими глазами осмотревшего поле боя своих танков с танками Катукова, «они [русские] уже кое-чему научились».
За эти подвиги 4-я танковая бригада первой в Красной Армии получила почётное звание «Гвардейская», гвардейское знамя и новый войсковой № формирования и стала именоваться 1-й гвардейской танковой бригадой. В её составе с сентября 1941 года и до момента своей гибели воевал самый результативный советский танковый ас Дмитрий Фёдорович Лавриненко.
Во время наступления советских войск под Москвой командовал сводной подвижной группой в составе своей бригады, ещё одной танковой и одной мотострелковой бригад.
С апреля 1942 года — командир 1-го танкового корпуса, воевавшего под Воронежем, с сентября 1942 — командир 3-го механизированного корпуса на Калининском фронте. В ходе операции «Марс» корпус был брошен в бой на прорыв эшелонированной обороны противника без надлежащего взаимодействия с пехотой и артиллерией, из-за огромных потерь в бронетехнике через несколько дней утратил боеспособность.
С января 1943 года до конца войны командовал 1-й танковой армией (в апреле 1944 переименована в 1-ю гвардейскую танковую армию). В 1943 году армия под его командованием участвовала в Курской битве (оборонительное сражение на обоянском направлении), в Белгородско-Харьковской операции и с конца декабря — в Житомирско-Бердичевской операции, освобождая Украину.
В 1944 году армия М. Е. Катукова участвовала в Проскуровско-Черновицкой операции, в Львовско-Сандомирской операции, в обороне и расширении Сандомирского плацдарма.
За умелое руководство 1-й гвардейской танковой армией в Львовско-Сандомирской операции, мужество и героизм 23 сентября 1944 года генерал-полковнику танковых войск Катукову присвоено звание Героя Советского Союза. В ходе этой операции танкисты 1-й гвардейской танковой армии стремительно вышли к Висле, форсировали её и вместе с пехотой при поддержке авиации и захватили Сандомирский плацдарм, который был позже использован в качестве исходного района наступления в ходе Висло-Одерской операции.
В 1945 году танкисты под командованием М. Е. Катукова освобождали Польшу и Германию. В ходе Висло-Одерской операции 1-я гвардейская танковая армия была введёна в сражение в 14.00 15 января (второй день операции) на глубине 13–15 км и, завершив совместно с 8-й гвардейской армией генерала В. И. Чуйкова прорыв второй полосы обороны, продвинулась к исходу дня на глубину до 25 км. Во второй половине 17 января армия Катукова форсировала реку Пилицу. В ночь на 18 января передовой отряд 8-го гвардейского механизированного корпуса армии вошёл в Лодзь. Удалось освободить и сохранить почти в неприкосновенности старинную резиденцию польских королей из династии Пястов город Гнезен (Гнезно). В феврале-марте армия участвовала в Восточно-Померанской операции.
За умелое руководство боевыми действиями 1-й гвардейской танковой армии в этой операции награждён второй медалью «Золотая Звезда» Указом Президиума Верховного Совета СССР от 6 апреля 1945 года.
Участвовал в Берлинской операции. В её первый период вызвал недовольство командующего 1-м Белорусским фронтом маршала Жукова. 17 апреля 1945 года Жуков отмечал в приказе:

«1. Хуже всех проводят наступательную Берлинскую операцию 69-я армия под командованием генерал-полковника Колпакчи, 1 ТА под командованием генерал-полковника Катукова и 2 ТА под командованием генерал-полковника Богданова. Эти армии, имея колоссальнейшие силы и средства, второй [день] действуют неумело и нерешительно, топчась перед слабым противником. Командарм Катуков и его командиры корпусов Ющук, Дрёмов, Бабаджанян за полем боя и за действием своих войск не наблюдают, отсиживаясь далеко в тылах (10-12 км). Обстановки эти генералы не знают и плетутся в хвосте событий…».

Из-за сильного сопротивления противника на Зееловских высотах «17 и 18 апреля танкисты продвигались не более 4 километров в сутки», признаёт в мемуарах «На острие главного удара» сам М. Е. Катуков. Тем не менее, преодолевая упорную оборону немецких войск и отражая яростные контратаки, танкисты 1-й гвардейской танковой армии к исходу 19 апреля прорвали третью оборонительную полосу и получили возможность развивать наступление на Берлин, на окраины которого танки 1-й гвардейской армии вышли 22 апреля. Армия Катукова приняла участие в штурме немецкой столицы. В ночь на 24 апреля все части 1-й гвардейской танковой совместно с частями 8-й гвардейской армий переправились через реку Шпрее. Ось наступления 1-й гвардейской танковой армии проходила по улице Вильгельмштрассе, упиравшейся в Тиргартен.

### После войны
После войны до 1950 года продолжал командовать 1-й гвардейской танковой армией в составе Группы советских войск в Германии. С 1950 года — командующий бронетанковыми и механизированными войсками Группы советских войск в Германии. В 1951 году окончил Высшие академические курсы при Высшей военной академии имени К. Е. Ворошилова. С сентября 1951 года — командующий 5-й гвардейской механизированной армией Белорусского военного округа (управление армии находилось в Бобруйске). С июня 1955 года — генерал-инспектор Главной инспекции Министерства обороны СССР, затем заместитель начальника Главного управления боевой подготовки Сухопутных войск.
С 1963 года — в Группе генеральных инспекторов Министерства обороны СССР.
Автор книги мемуаров «На острие главного удара».
Жил в Москве на Ленинградском проспекте в генеральском доме № 75. В послевоенные годы он также жил в посёлке воинской славы Трудовая-Северная: согласно постановлению Совета Народных Комиссаров СССР № 1466 «Об улучшении жилищных условий генералов и офицеров Красной Армии» от 21 июня 1945 г. местные органы исполнительной власти по распоряжению И. В. Сталина обязывались предоставить военнослужащим участки для индивидуального строительства.
Умер 8 июня 1976 года. Похоронен на Новодевичьем кладбище.

## Личная жизнь

### Семья
Дед — Епифан Федорович Катуков. Принимал участие в русско-турецкой войне 1877—1878 годов, в частности, в обороне Шипки, осаде Плевны, служил у Михаила Скобелева. Был награждён медалью «За Плевну». 
Отец — Ефим Епифанович Катуков. Принимал участие в русско-японской войне, по возвращении с которой женился на Марии Семёновне. Умер в 1943 году.
Мать — Мария Семёновна Катукова (в девичестве — Тарасова). В 1918 году умерла от тифа. Мачеха — Ольга Ивановна Подобедова. Жила в деревне, но в последние годы — в доме престарелых в Ногинске, куда её отдал её сын Алексей. Умерла в 1973 году.
Братья и сёстры: от первого брака отца — Борис, Виктор, Владимир (они принимали участие в Великой Отечественной войне, Борис погиб, а Виктор и Владимир вернулись в деревню) и Елена, от второго — Зоя и Алексей. После женитьбы Алексей жил в Коломне, где работал на паровозостроительном заводе и имел четверых детей, был единственным из братьев и сестёр, кто пережил Михаила Ефимовича.
Первая жена — Чумакова Ксения Емельяновна, вдова после первого брака. Женившись на ней, Катуков официально усыновил её малолетнего сына Павла. Умерла в мае 1941 года в военном госпитале в Киеве, похоронена в г. Шепетовке.
Павел ушёл из жизни раньше самого Михаила Ефимовича. У Павла Катукова — две дочери: Наталья и Галина; проживают в Киеве и Самаре. У Натальи Павловны Катуковой — сын Виктор, у Галины Павловны Катуковой — дочь Эльвира и сын Станислав.
Вторая жена — Катукова, Екатерина Сергеевна (первый муж, комкор Алексей Захарович Лебедев, репрессирован, сама была в заключении в 1938—1939 гг.). После смерти Михаила Ефимовича она выпустила книгу о муже, названную «Памятное». В браке не имели общих детей, однако опекали сыновей сестры Екатерины Сергеевны — Анатолия и Игоря. Проживала в городе Озёры.

## Память

Мемориальная доска на доме 75 на Ленинградском проспекте.

- Похоронен в Москве, на Новодевичьем кладбище, на могиле установлен памятник.
- Почётный гражданин города Берлина (с 8 мая 1965 года по 29 сентября 1992 года).
- Почётный гражданин Мценска[12].
- На доме, где он жил (Москва, Ленинградский проспект, 75), установлена мемориальная доска, открыт музей-квартира.
- В городе Озёры установлен бронзовый бюст (авторы — скульптор Е. В. Вучетич, архитектор В. А. Артамонов), именем Маршала Катукова названа центральная аллея города и целый микрорайон; школа в с. Бояркино (Городской округ Озёры) носит имя М. Е. Катукова.
- В городе Озёры создан мурал с изображением М. Е. Катукова на стене дома по адресу улица 1-й микрорайон, дом 2 [13].
- На мемориале «Слава танковой гвардии» в Баковке Московской области установлен бюст[14].
- Бюст М. Е. Катукова установлен в Парке Героев в поселке воинской славы Трудовая Северная (в городском округе Мытищи Московской области)[15].
- В честь М. Е. Катукова названы улицы в городах: Москва, Озёры, Волоколамск, Липецк, Мценск, Снежное, Борщёв, Черновцы, Орёл, Белгород, Казатин, Воронеж, Богодухов.
- В Казатине ему установлен памятник за освобождение этого города.
- Средняя школа № 37 города Орла носит имя М. Е. Катукова.
- Лицей № 86 города Москвы носит имя М. Е. Катукова.
- В честь М. Е. Катукова назван перевал в Джунгарском Алатау[16].

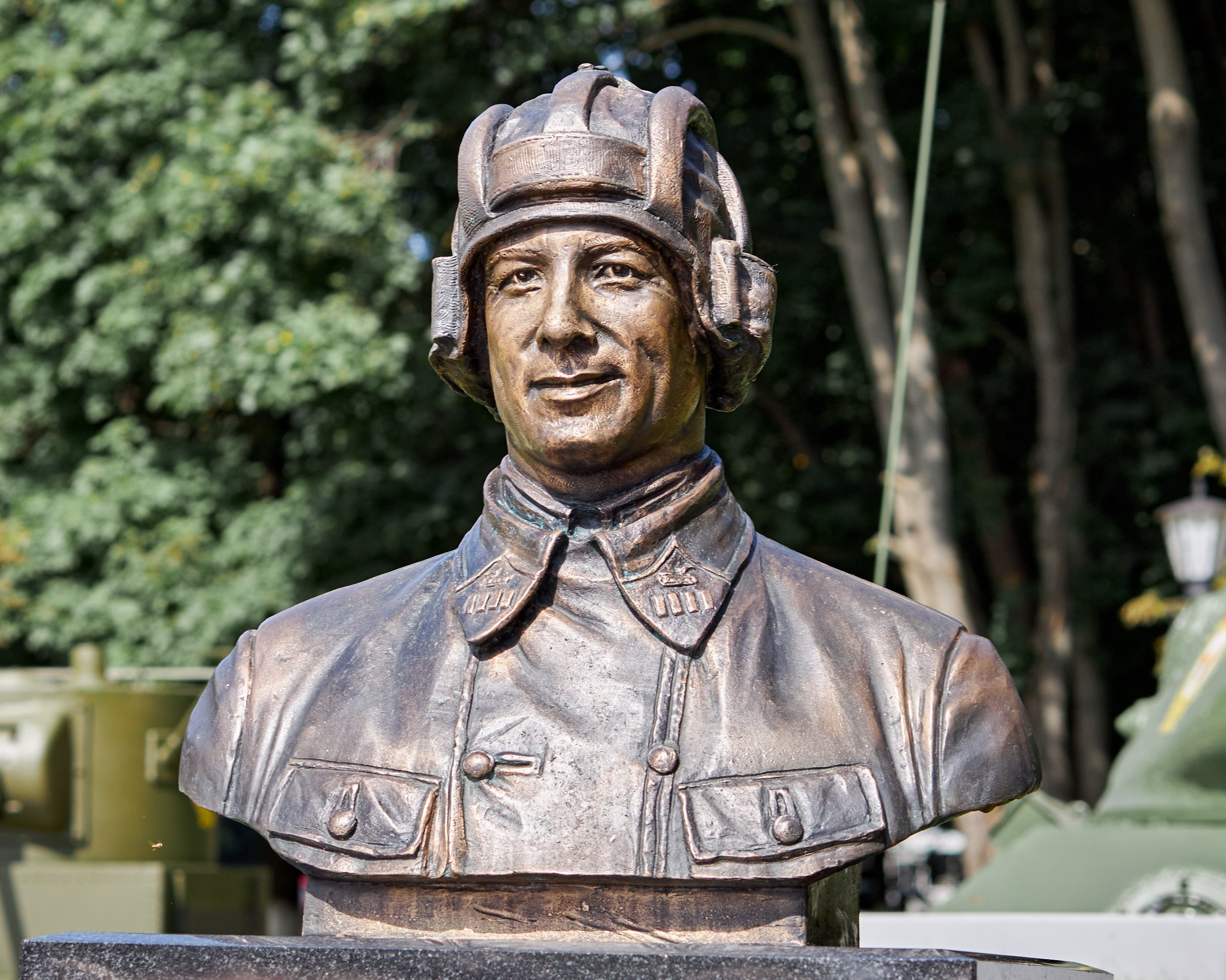
бюст М. Е. Катукова (скульптор Андрей Следков)

- бюст М. Е. Катукова (скульптор Андрей Следков) в 2020 году открыт бюст М. Е. Катукову (скульптор Андрей Следков) Мценский район Орловской области

## Кинематограф
- 1972 — киноэпопея «Освобождение» — Константин Забелин.
- 1985 — киноэпопея «Битва за Москву» — Виктор Зозулин.
- 2012 — фильм «Белый тигр» — прототип генерала Смирнова (актёр Дмитрий Быковский-Ромашов)
- 2017 — документальный цикл «Легенды армии» телеканала «Звезда», Катукову посвящён выпуск от 01.03.2017[17].

## Воинские звания
- Капитан (июль 1936)
- Майор (1.02.1937)
- Полковник (17.02.1938)
- Генерал-майор танковых войск (10.11.1941)
- Генерал-лейтенант танковых войск (18.01.1943)
- Генерал-полковник танковых войск (10.04.1944)
- Маршал бронетанковых войск (05.10.1959)

## Награды
советские награды

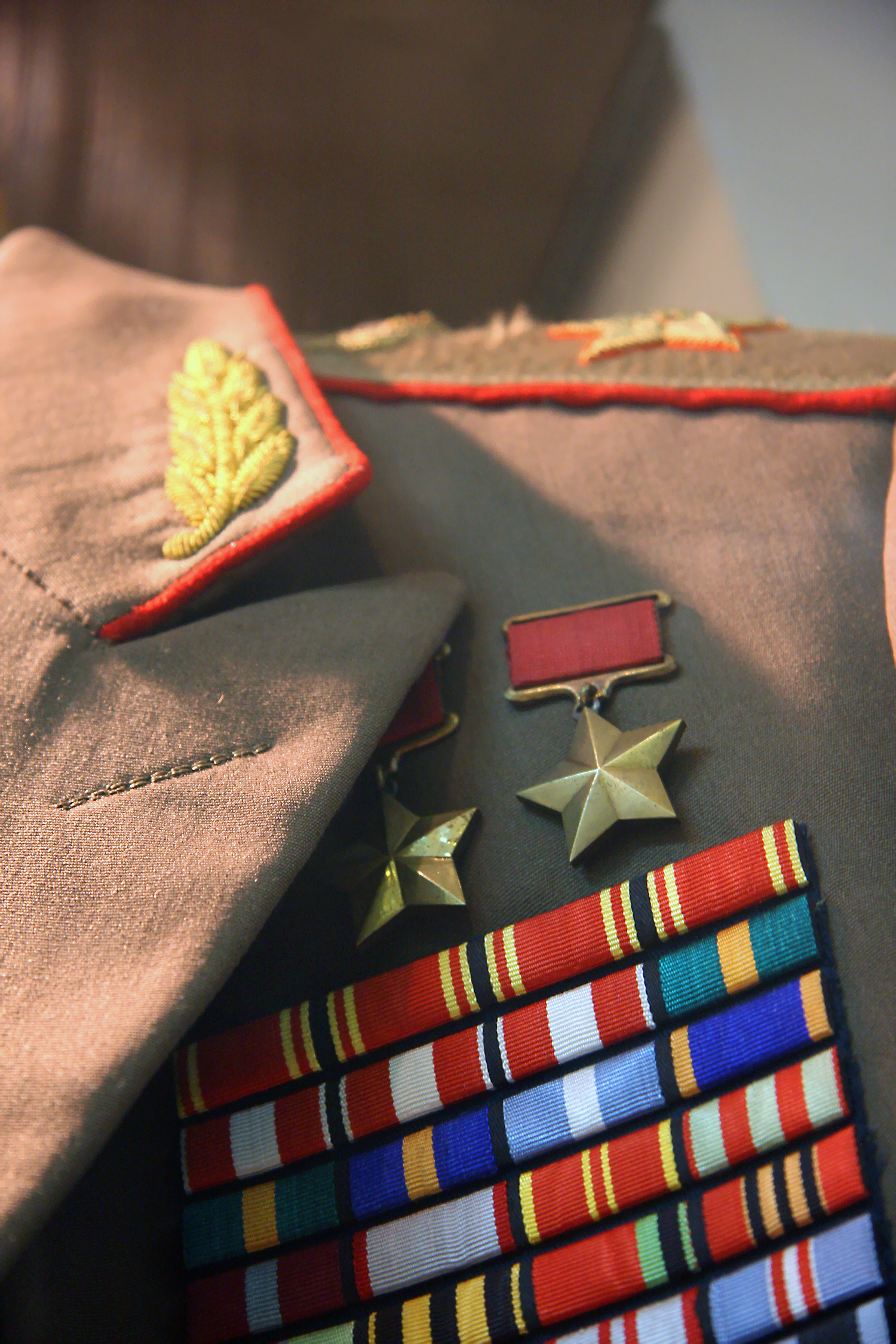
Китель М. Е. Катукова.

- Медаль «Золотая Звезда» Героя Советского Союза № 4585 (23.09.1944);
- медаль «Золотая Звезда» Героя Советского Союза № 5239 (06.04.1945);
- 4 ордена Ленина (10.11.1941, 23.09.1944, 21.02.1945[18], 19.09.1960);
- 3 ордена Красного Знамени (03.05.1944, 03.11.1944[18], 20.06.1949[18]);
- 2 ордена Суворова 1-й степени и (29.05.1944, 19.05.1945);
- орден Кутузова 1-й степени (27.08.1943);
- орден Богдана Хмельницкого 1-й степени (10.01.1944);
- орден Кутузова 2-й степени (08.02.1943);
- орден Красной Звезды (28.10.1967)[19] ;
- орден «За службу Родине в Вооружённых Силах СССР» 3-й степени (30.04.1975);
- медали СССР;

иностранные награды
- Орден Возрождения Польши 4-й степени (Польша, 6.10.1973)[20]
- Орден Virtuti Militari 3-й степени (Польша)
- Орден Крест Грюнвальда 3-й степени (Польша, 19.12.1968)
- Орден «За заслуги перед Отечеством» 1-й степени (ГДР)
- Орден «За выдающиеся заслуги» (Великобритания)
- Орден Сухэ-Батора (Монголия)
- Орден Красного Знамени (Монголия, 4.12.1943)
- Орден «За боевые заслуги» (Монголия, 6.07.1971)
- Медаль «За Одру, Нису и Балтику» (Польша)
- Медаль «За Варшаву 1939—1945» (Польша)
- Медаль «За укрепление дружбы по оружию» 1-й степени (Чехословакия)
- Медаль «30 лет Победы над милитаристской Японией» (Монголия)
- Медаль «30 лет Халхин-Гольской Победы» (Монголия)
- Медаль «50 лет Монгольской Народной Армии»
- Медаль «50 лет Монгольской Народной Революции»

## Воспоминания современников
«Это — настоящий солдат, большой знаток боевой подготовки и тактики танковых войск. Танковая бригада, которой он командовал в битве под Москвой, первой в Советской Армии получила звание гвардейской. С самого начала и до последнего дня Великой Отечественной войны Михаил Ефимович не уходил с полей сражений».
— Генерал армии Штеменко С. М. Генеральный штаб в годы войны. — М.: Воениздат, 1968. — (Военные мемуары). — С. 408.